# 古峰山
古峰山（こがらさん）とは、新潟県南魚沼市姥沢新田にある里山。標高は710mで、以前は日本百名山巻機山の巻機権現登山道であった。神字川と姥沢川が両側に流れ、麓は魚沼コシヒカリの最高標高栽培地帯「台原」（400m）である。山名は、地元有志が江戸時代に栃木県鹿沼市の古峯神社参りをして帰郷した後、山頂に祀った事から来ている。現在も子孫が毎年お祭りや登山道の整備を行っている。

## 登山コース
- 台原コース（神字川沿い）から約1時間[1]。
- 学校林コース（姥沢川沿い）から約1時間。

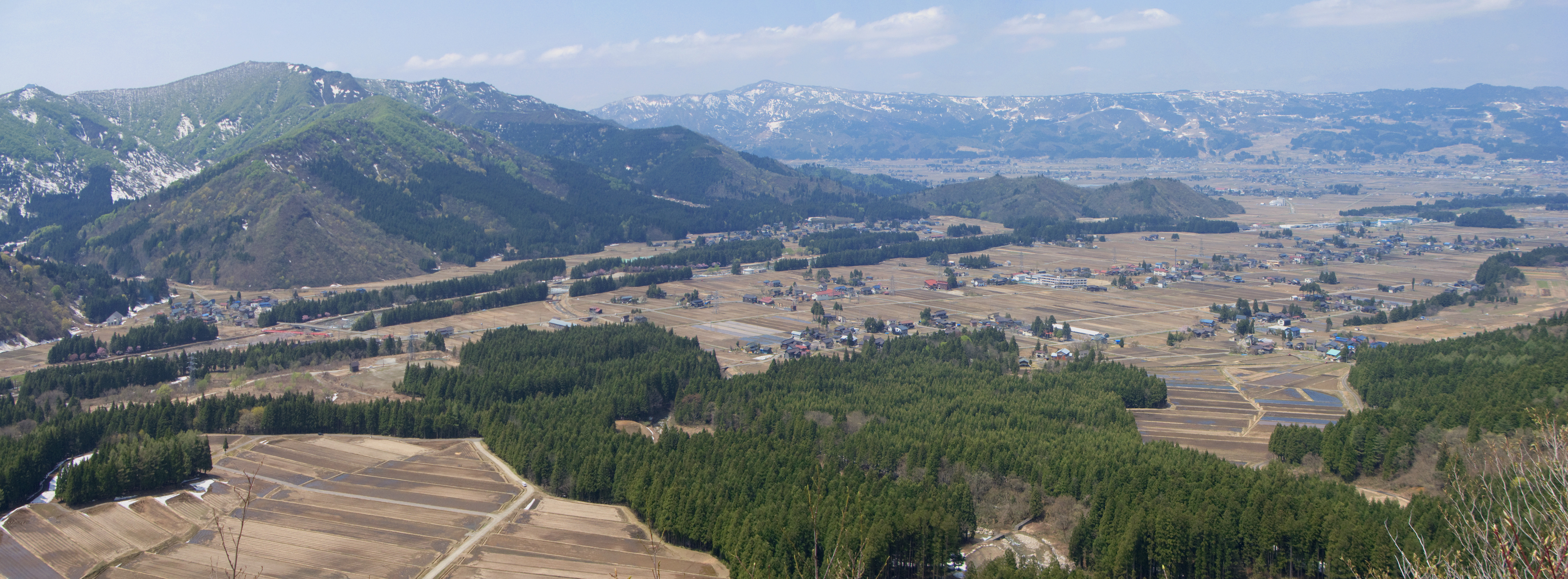
古峰山台原コース第一展望台から第二上田地区の眺望

## アクセス
- 関越自動車道塩沢石打インターチェンジより新潟県道28号塩沢大和線から国道291号で約20分。
- 上越新幹線越後湯沢駅から、上越線・北越急行ほくほく線六日町駅まで約21分。 六日町駅より、タクシーで約20分。南越後観光バス沢口行で約30分。沢口停留所より登山口まで徒歩で約30分。